# Tetramorium bevisi
Tetramorium bevisi är en myrart som beskrevs av Arnold 1958. Tetramorium bevisi ingår i släktet Tetramorium och familjen myror. Inga underarter finns listade i Catalogue of Life.